# 嶺北消防組合
嶺北消防組合（れいほくしょうぼうくみあい）は、福井県坂井市に本部を置く、消防事業を行う一部事務組合（消防組合）である。同市及び同県あわら市が加入しており、両市全域を管轄区域としている。

## 概要
- 嶺北消防組合消防本部：〒919-0413 福井県坂井市春江町随応寺第17号10番地
- 法人番号：8000020188221
- 全国地方公共団体コード：18822-1
- 管内面積：326.90 km2
- 職員数：202名[1]
- 消防署4か所、分所1か所[2]

### 主力機械

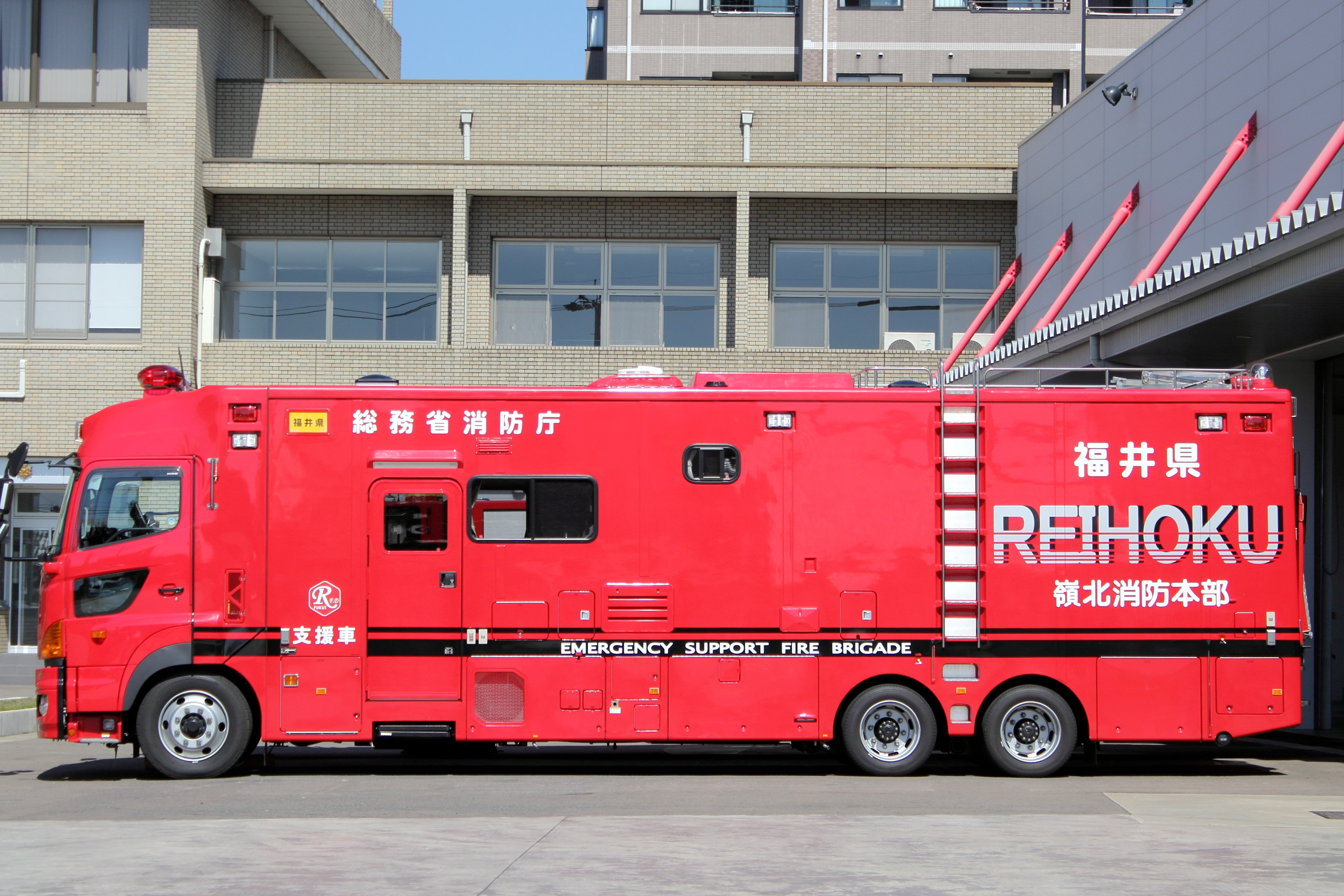
嶺北消防組合 支援車Ⅰ型

2016年4月1日現在
- 消防車ポンプ車：10
- 軽消防車：2
- 梯子車：3
- 化学消防車：4
- 泡タンク車：1
- 救助車：3
- 高規格救急車：8
- 指令車：1
- 指揮車：5
- 支援車：1
- 救急啓発広報車：1
- 連絡：10
- 搬送車：5
- その他：2

- 嶺北消防組合 支援車Ⅰ型

## 組織
- 本部 - 総務課、予防課、消防課、通信指令課
- 消防署

## 消防署
| 消防署           | 所在地                        | 分所                             |
| ---------------- | ----------------------------- | -------------------------------- |
| 嶺北消防署       | 坂井市春江町随応寺17号10番地  |                                  |
| 嶺北あわら消防署 | あわら市花乃杜5丁目2-3        | 救急：あわら市下金屋29号23番地50 |
| 嶺北三国消防署   | 坂井市三国町中央一丁目1番36号 |                                  |
| 嶺北丸岡消防署   | 坂井市丸岡町愛宕1番1          |                                  |

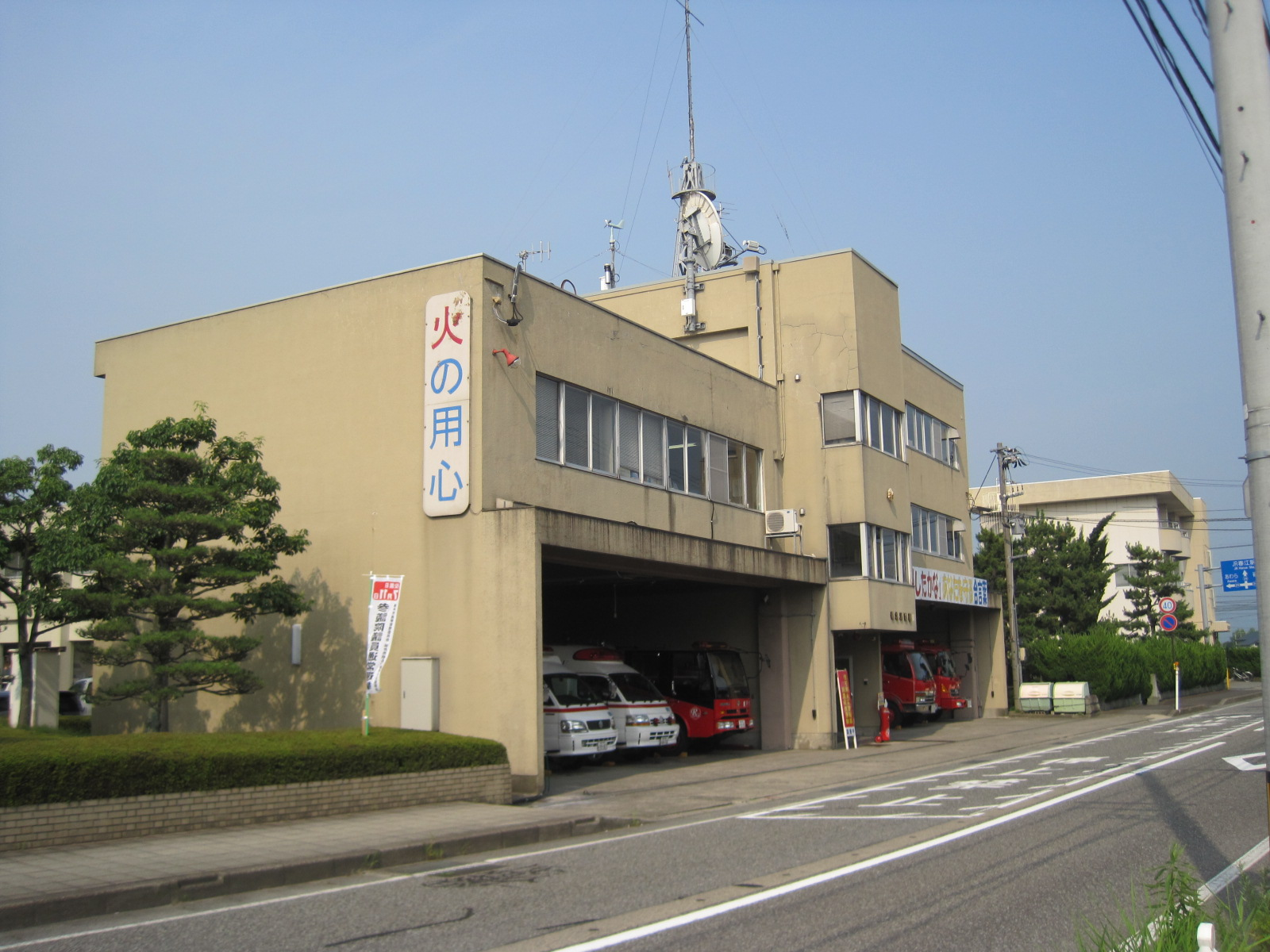
2014年まで使用された 嶺北消防署旧庁舎（2010年7月撮影）
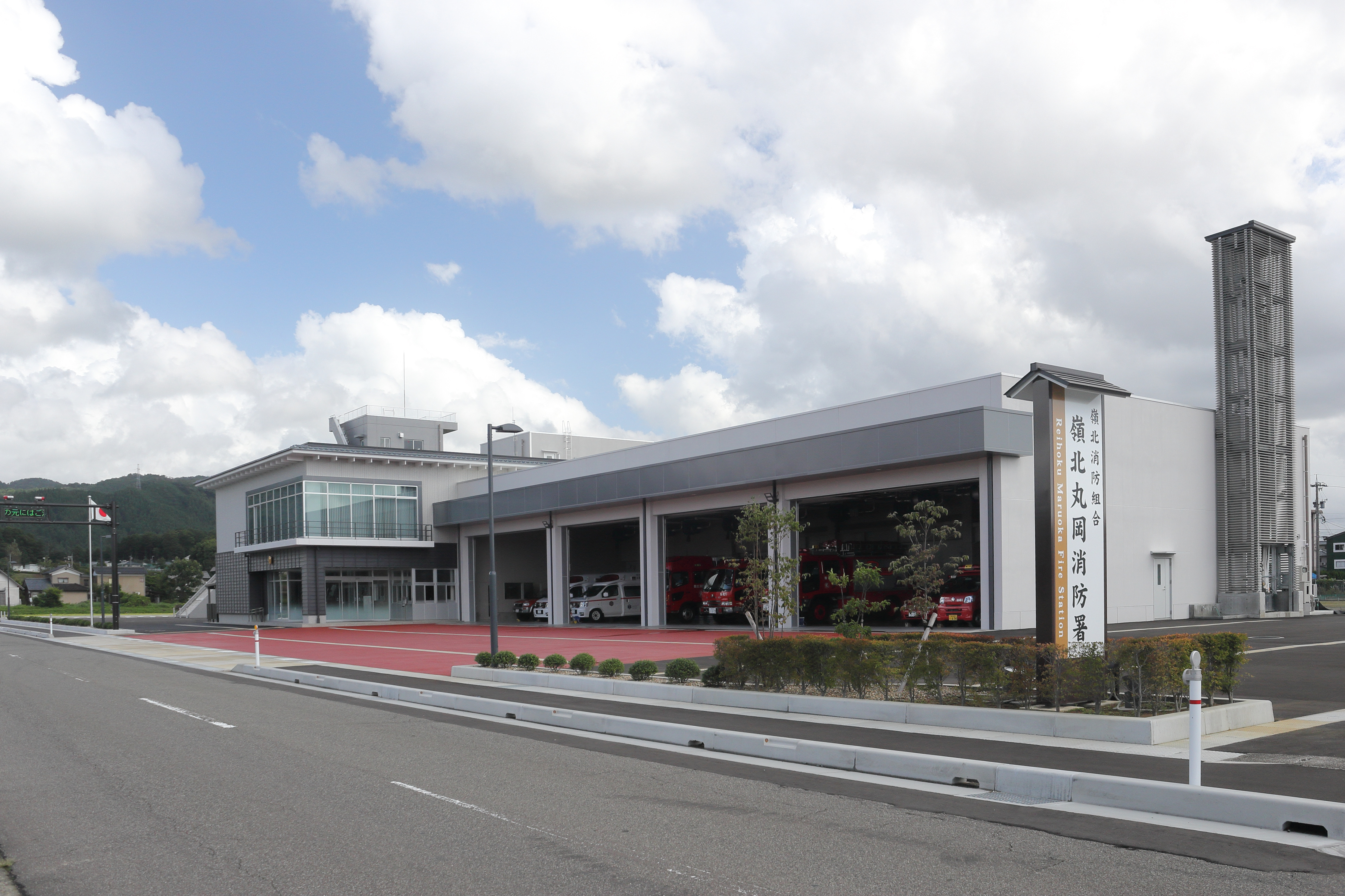
庁舎を新築移転し 2017年9月に業務を開始した嶺北丸岡消防署
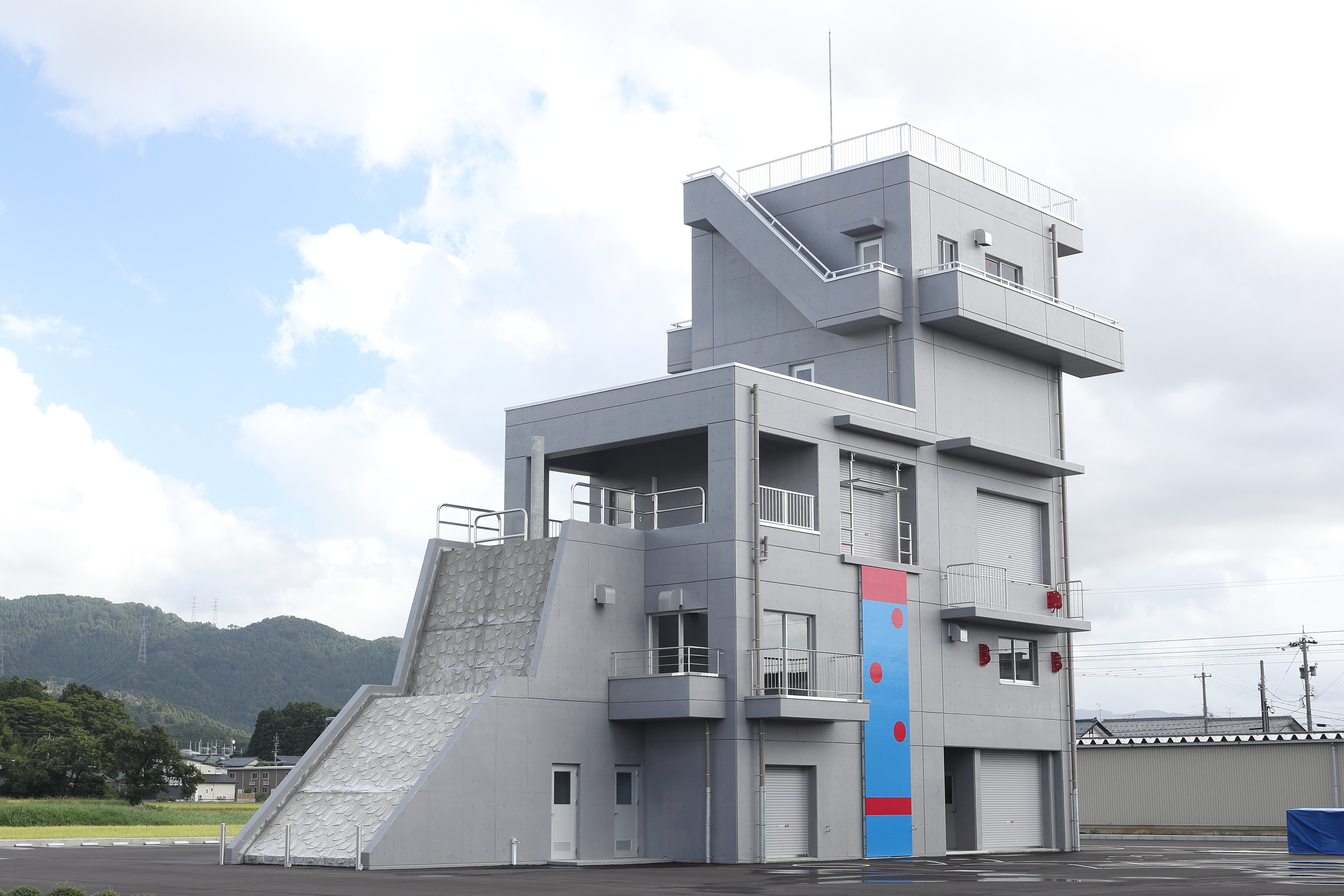
嶺北丸岡消防署の訓練塔 山岳救助訓練施設つき （斜度45度および75度）
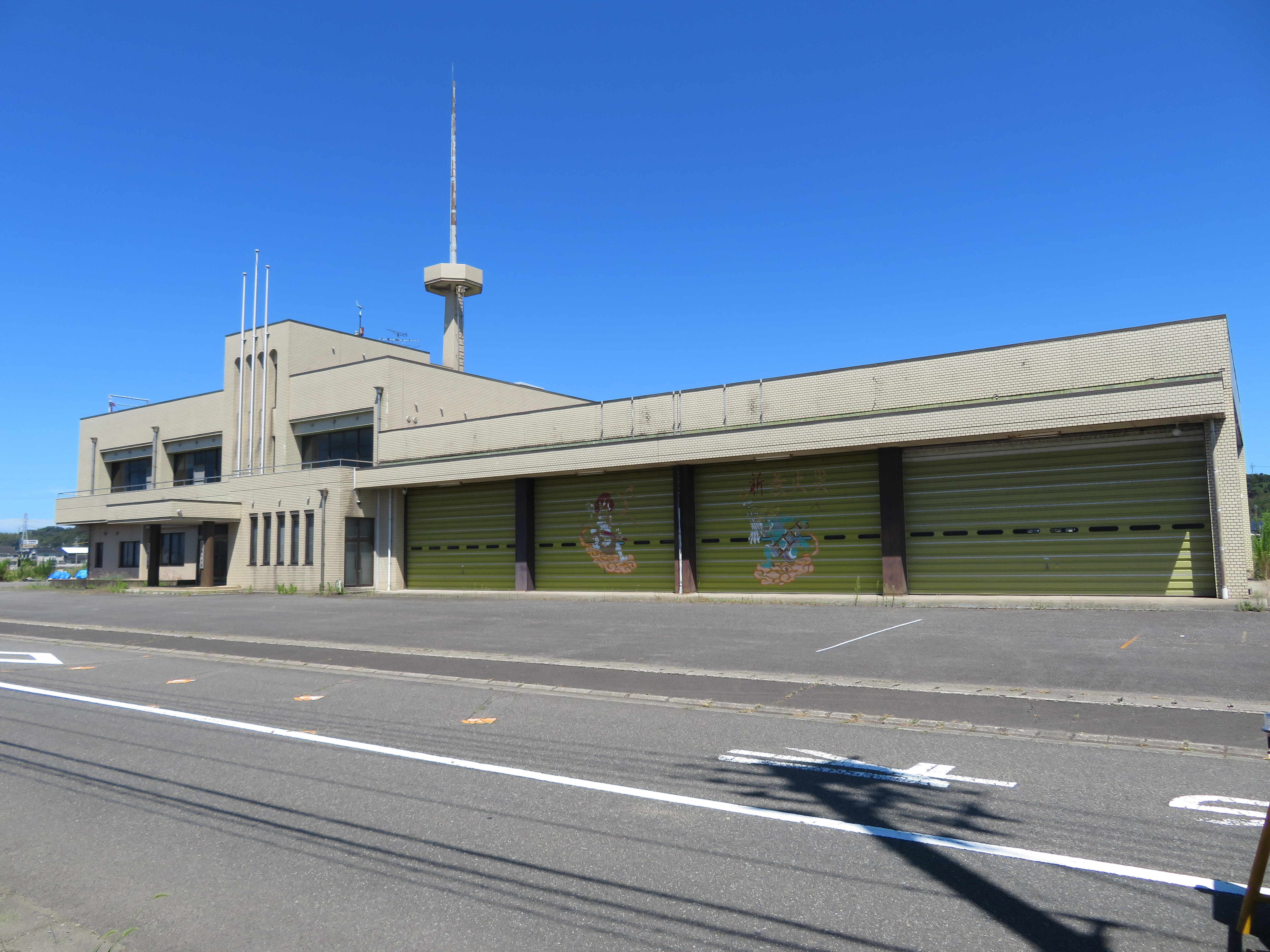
2015年3月31日をもって閉所した嶺北あわら消防署芦原分署